# Missi Pyle
Andrea Kay "Missi" Pyle (nasceu em 16 de novembro de 1972) é uma atriz e cantora norte-americana.

## Carreira

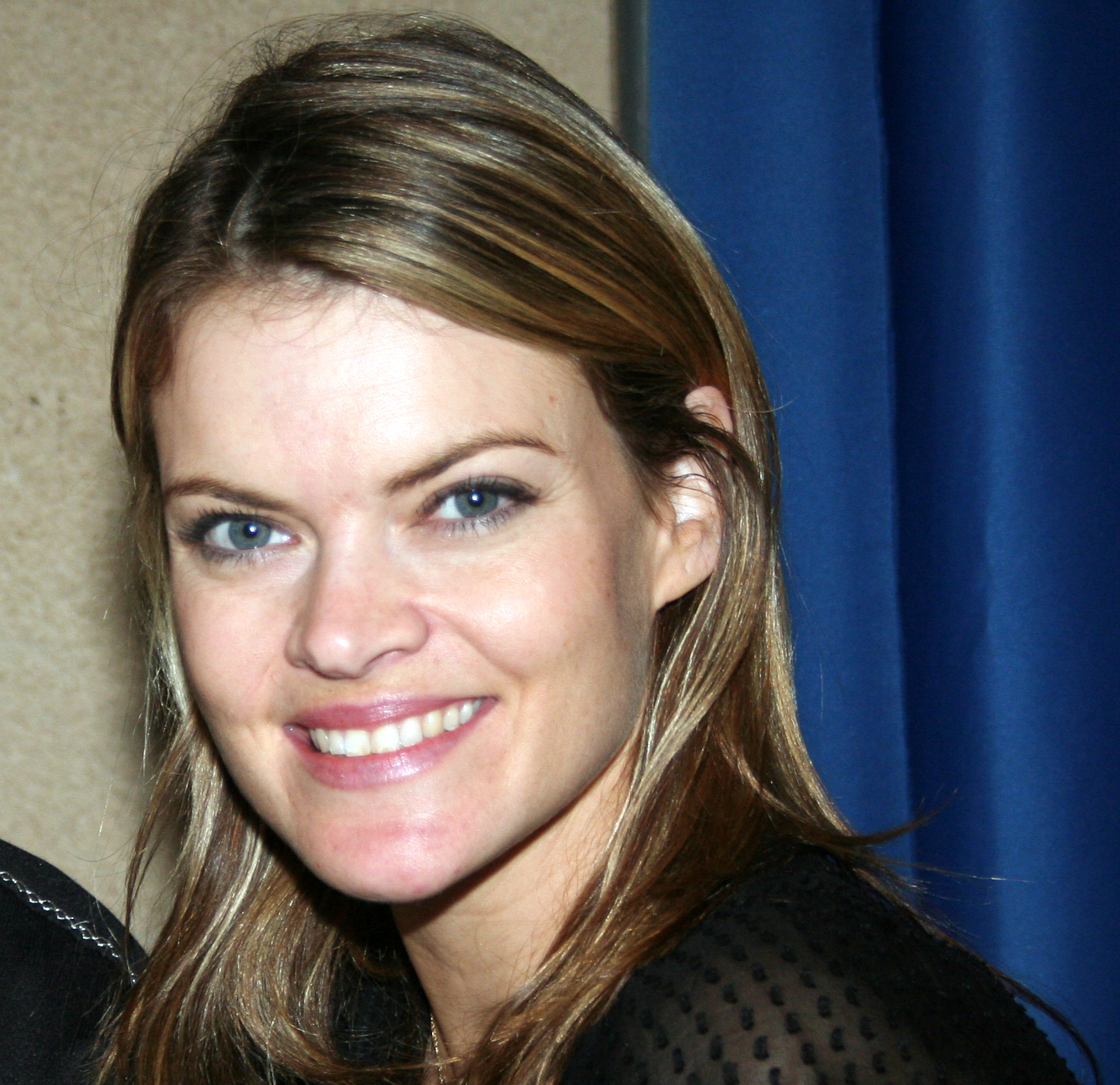
Missi na Dallas Comic Con em 2008

Missi Pyle fez várias aparições em filmes, incluindo o filme vencedor do Oscar The Artist, Galaxy Quest, Dodgeball: A True Underdog Story, Big Fish, 50 First Dates, Charlie and the Chocolate Factory, Cinderella Once Upon a Song, Gone Girl, além de inúmeros papéis na televisão em séries como Mad About You, Friends, Heroes, Two and a Half Men, Frasier, My Name is Earl e 2 Broke Girls. É vocalista da dupla de country rock Smith & Pyle juntamente com a atriz Shawnee Smith.

## Vida Pessoal
Pyle foi casada com o autor Antonio Sacre de 2000 a 2005.
Pyle se casou com o naturalista Casey Anderson. O casamento foi country-western e ocorreu em Montana. Entre os convidados do casamento, estavam a atriz e cantora Shawnee Smith e o comediante Steve Agee. O urso de estimação de Anderson, Brutus, serviu como seu padrinho na cerimônia. Pyle e Anderson apareceram em um episódio de Dog Whisperer, no qual procuraram a ajuda de Cesar Millan para reabilitar seu cão. Pyle confirmou sua separação em 2013.
A drag queen "Pissi Myles" se chama assim em homenagem a ela.